# Gaius Asinius Protimus Quadratus
Gaius Asinius Protimus Quadratus (fl. aut. 200-235) était un homme politique de l'Empire romain.

## Famille
Fils de (Caius Asinius Nicomachus) et de sa femme Julia Quadratilla, petit-fils paternel de Gaius Asinius Rufus et petit-fils maternel de Aulus Julius Claudius Charax. Il a un frère, Caius Asinius Rufus. Il fut le père de Gaius Asinius Nicomachus Julianus.

## Carrière
Il fut consul suffect vers 200/5 et proconsul de Achaïe autour de 211.